# Битва з Підступною Шісткою
«Битва з Підступною Шісткою» (англ. Battle of the Insidious Six) — друга серія другого сезону мультсеріалу "Людина-павук" 1994 року, продовження серії "Підступна Шістка".

## Сюжет
Підступна Шістка знімає маску Людини-павука, але не вірять, що Пітер Паркер — Людина-павук. Пітер каже їм, що якщо вони відпустять тітку Мей, він відведе їх до Людини-павука. Тим часом КінгПін прагне позбутись свого конкурента — Срібногривого, і викрадає його. Пізніше Пітер втікає з полону, перемагає Підступну Шістку і рятує Срібногривого, який видає себе за невинну людину.

## У ролях
- Крістофер Деніел Барнс — Пітер Паркер/Людина-павук
- Лінда Гері — тітка Мей Паркер
- Сара Баллантайн — Мері Джейн Вотсон
- Дженніфер Гейл — Феліція Гарді
- Роско Лі Браун — Вілсон Фіск/КінгПін
- Джефф Корі — Сільвіо Манфреді/Срібногривий
- Ніккі Блер — Кувалда
- Максвелл Колфілд — Елістер Сміт
- Нік Джеймсон — Майкл Морбіус
- Грегг Бергер — Квентін Бек/Містеріо
- Джим Каммінгс — Герман Шульц/Шокер
- Мартін Ландау — Мак Гарган/Скорпіон
- Дон Старк — Алекс О'Гірн/Носоріг
- Єфрем Цимбаліст молодший — доктор Отто Октавіус/Доктор Октопус
- Стівен Полінські — інші голоси